# Schnellkampfgeschwader 10
Das Schnellkampfgeschwader 10 war ein Verband der Luftwaffe der Wehrmacht im Zweiten Weltkrieg. Als Schnellkampfgeschwader, ausgestattet mit Jagdbombern vom Typ Focke-Wulf Fw 190 in der A und G Ausführung, führte es Luftangriffe mit Bomben auf zugewiesene Ziele durch. Das Geschwader beteiligte sich an der Abwehr der alliierten Invasion in Italien, dem Unternehmen Steinbock und an der Abwehr der alliierten Invasion in Frankreich.

## Aufstellung
Der Geschwaderstab und die I. Gruppe entstanden Anfang 1943 in Poix im deutscherseits besetzten Frankreich. Zeitgleich wurde die II. Gruppe in Caen-Carpiquet aufgestellt. Eine III. Gruppe entstand durch die Umbenennung der III. Gruppe/Zerstörergeschwader 2 im Mai 1943. Die IV. Gruppe bildete sich im April 1943 aus den umbenannten Jagdbomberstaffeln der Jagdgeschwader 2 und 26. Das Geschwader war mit der Focke-Wulf Fw 190 ausgestattet.

## Gliederung
Der Geschwaderstab führte die I. bis IV. Gruppe die wiederum in Staffeln unterteilt waren. Die 1. bis 3. Staffel gehörte der I. Gruppe, die 4. bis 6. Staffel der II. Gruppe, die 7. bis 9. Staffel der III. Gruppe und die 10. bis 12. Staffel der IV. Gruppe an. Jede Staffel führte ein Staffelkapitän und war in vier Ketten mit je drei Flugzeugen unterteilt. Daraus ergab sich eine Sollstärke der Jagdbombergruppe von 36 Flugzeugen in den drei Staffeln + ein Flugzeug für den Gruppenkommandeur. Dies ergab bei vier Jagdbombergruppen eine Sollstärke von 148 Flugzeugen, + 4 Flugzeuge für den Geschwaderkommodore und seinen Stab. Daraus ergibt sich eine Sollstärke von 152 Flugzeugen. Die IV. Gruppe war eine Ergänzungsgruppe und nahm in der Regel nicht an Kampfeinsätzen teil. In ihr wurden frisch ausgebildete oder rekonvaleszente Flieger eine Zeitlang an die Frontbedingungen gewöhnt und geschult, bevor sie in eine der drei Einsatzgruppen wechselten. Darum hatte sie meist ihren Standort in der Heimatbasis des jeweiligen Geschwaders.

## Geschichte

### 1943

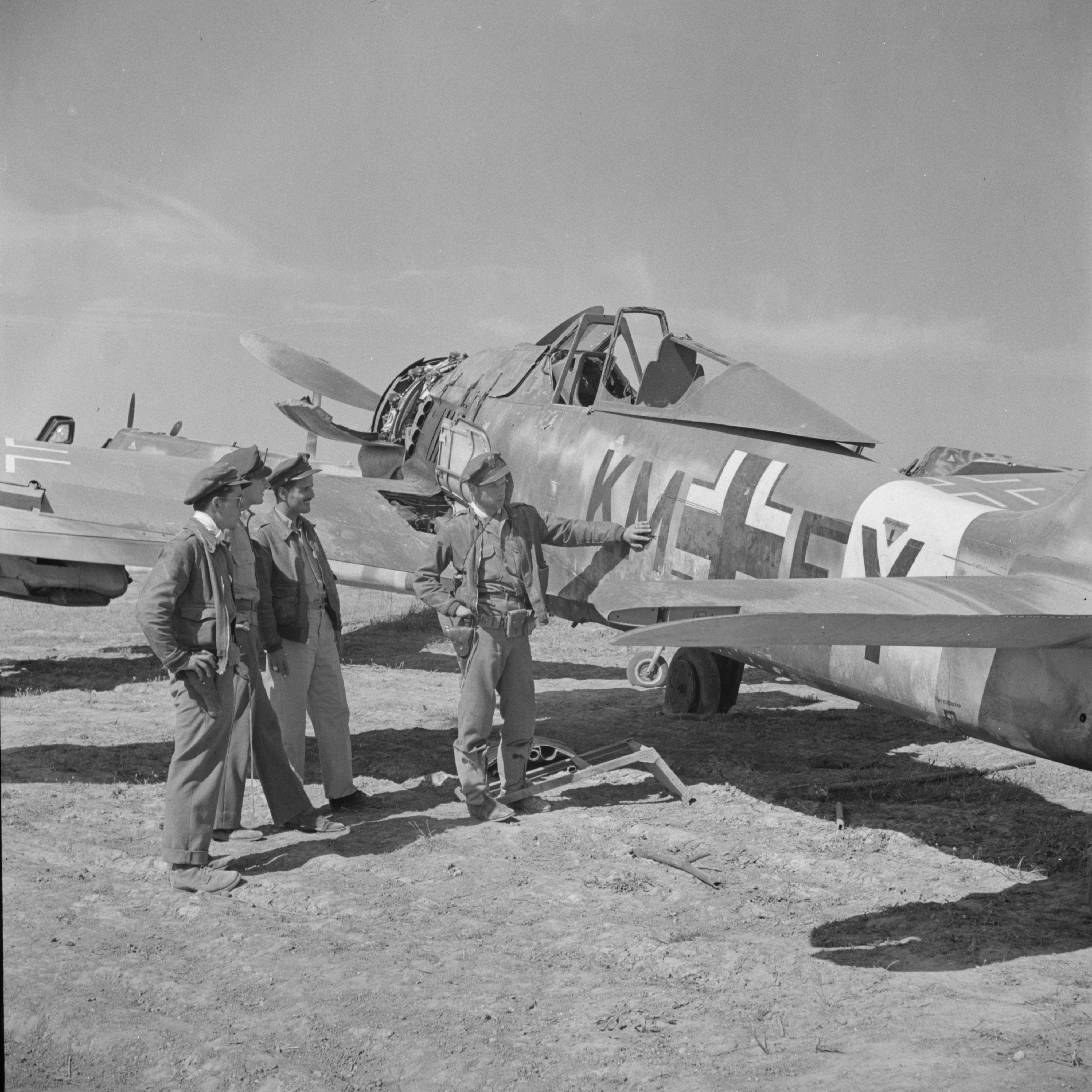
Eine beschädigt erbeutete Focke-Wulf Fw 190A-4 (KM+EY) der III./SKG 10 wird auf dem Flugplatz El Aouiana bei Tunis von US-amerikanischen Soldaten untersucht, Tunesien, Mai 1943

Der Geschwaderstab und I. Gruppe waren ab Dezember 1942 in Saint-André-de-l’Eure stationiert. Am 1. und 2. Januar führte die III. Gruppe zusammen mit der II. Gruppe des Sturzkampfgeschwaders 3 Luftangriffe auf die tunesische Hafenstadt Bône durch, in deren Folge im Hafen die britischen Frachter St. Merriel (4980 BRT) und Empire Metal (8201 BRT) sanken und der Minensucher Alarm nach Bombentreffern auf den Strand gesetzt werden musste. Weitere Schiffe, darunter der Kreuzer Ajax wurden beschädigt.
Ab April 1943 griffen die I., II. und IV. Gruppe von Amsterdam-Schiphol aus Ziele an der englischen Küste an. Insbesondere wurden die Hafenstädte Great Yarmouth, Hastings, Margate, Folkestone, Lowestoft und London an der englischen Ostküste angegriffen. Stab und I. Gruppe kehrten im Mai nach St. André zurück, wo letztere noch bis Oktober 1943 blieb.
Im Juni 1943 verlegten der Geschwaderstab, die II. und IV. Gruppe für einige Zeit nach Süditalien, wo sie an der Bekämpfung der alliierten Truppen nach der Landung auf Sizilien und Süditalien teilnahmen. Zu den später im Jahr 1943 genutzten Plätzen gehörte u. a. Coulommiers.

### 1944
Die II. und III. Gruppe schieden im Februar 1944 aus dem Geschwader aus und wechselten zum Schlachtgeschwader 4. Zuvor war im Oktober 1943 schon die IV. Gruppe zum Schlachtgeschwader 10 gewechselt.
Die I./SKG 10 nahm ab Januar 1944 am Unternehmen Steinbock teil. Im Juni 1944 war sie Teil des IX. Fliegerkorps der Luftflotte 3. Zu den 1944 genutzten Stützpunkten gehörte u. a. Roye-Amy. Nach Beginn der alliierten Invasion in der Normandie folgten Einsätze gegen alliierte Bodentruppen, die im Dezember 1944 in die Umbenennung in III./KG 51 mündeten.

## Kommandeure

### Geschwaderkommodore
| Dienstgrad | Name           | Zeit                               |
| ---------- | -------------- | ---------------------------------- |
| Hauptmann  | Günther Tonne  | 1. Januar 1943 bis 15. Juli 1943   |
| Major      | Heinz Schumann | 16. Juli 1943 bis 18. Oktober 1943 |

### Gruppenkommandeure
I. Gruppe
- Hauptmann Wilhelm Schürmann, 1. März 1943 bis 13. Mai 1943[6]
- Hauptmann Heinrich Brücker, 13. Mai 1943 bis 6. Juni 1943[7]
- Hauptmann Edmund Kraus, 6. Juni 1943 bis 30. Juli 1943[8]
- Hauptmann Wolrad Gerlach, 30. Juli 1943 bis 30. September 1943[9]
- Hauptmann Kurt Dahlmann, 1. Oktober 1943 bis 20. Oktober 1944[10]

II. Gruppe
- Hauptmann Günther Tonne, Dezember 1942 bis 1. Januar 1943[11]
- Hauptmann Heinz Schumann, 2. Januar 1943 bis 17. Mai 1943[12]
- Major Helmut Viedebantt, 17. Mai 1943 bis Juli 1943[13]
- Hauptmann Hanns-Jobst Hauenschild, August 1943 bis 15. Oktober 1943 †[14]
- Hauptmann Götz Baumann, 15. Oktober 1943 bis 18. Oktober 1943[15]

III. Gruppe
- Hauptmann Hans-Jobst Hauenschild, Dezember 1942 bis 2. Januar 1943[16]
- Hauptmann Fritz Schröter, 3. Januar 1943 bis 1. September 1943[17]

IV. Gruppe
- Hauptmann Götz Baumann, 10. April 1943 bis 13. Mai 1943[18]
- Major Heinz Schumann, 13. Mai 1943 bis 16. Juli 1943[19]
- Hauptmann Götz Baumann, Juli 1943 bis 14. Oktober 1943[20]

## Auszeichnungen
Bekannte Träger des Ritterkreuz des Eisernen Kreuzes oder höherer Stufen des Schnellkampfgeschwaders 10.
| Name             | Dienstgrad | Einheit     | Ritterkreuz   | Eichenlaub    |
| ---------------- | ---------- | ----------- | ------------- | ------------- |
| Dahlmann, Kurt   | Hauptmann  | I./SKG 10   | 11. Juni 1944 |               |
| Heinrich, Otto † | Feldwebel  | 3./SKG 10   | 20. Juli 1944 |               |
| Tonne, Günther † | Major      | Stab/SKG 10 | 10. Mai 1941  | 24. Okt. 1944 |

## Bekannte Geschwaderangehörige
- Kurt Dahlmann (1918–2017), war von 1958 bis 1978 Chefredakteur der Allgemeinen Zeitung in Namibia
- Gerhard Limberg (1920–2006), war von 1974 bis 1978, als Generalleutnant der Luftwaffe der Bundeswehr, Inspekteur der Luftwaffe